# Зброжковка
Зброжковка (укр. Зброжківка) — село, относится к Березовскому району Одесской области Украины.
Население по переписи 2001 года составляло 368 человек. Почтовый индекс — 67305. Телефонный код — 4856. Занимает площадь 1,374 км². Код КОАТУУ — 5121283402.

## Местный совет
67330, Одесская обл., Березовский р-н, с. Новосёловка, ул. Новая, 77а